# Горбенко Ігор Степанович
Ігор Степанович Горбенко (26 лютого 1937, Дніпропетровськ — дата смерті невідома) — український художник; член Спілки радянських художників України з 1970 року.

## Біографія
Народився 26 лютого 1937 року в місті Дніпропетровську (нині Дніпро, Україна). Протягом 1958—1961 років працював у видавництвах «Веселка», «Дніпро», «Радянська школа». 1961 року закінчив Київський художній інститут, де навчався у майстерні Василя Касіяна. Одночасно протягом 1958—1961 років працював у видавництвах «Веселка», «Дніпро», «Радянська школа».
У 1961—1970 роках працював у майстерні «Агітплакат». Мешкав у Києві в будинку на Русанівській набережній, № 12, квартира № 16.

## Творчість
Працював у галузях плаката (автор кіно- та агітплакатів) і станкового живопису. Серед робіт:
плакати
- «Де живе щастя» (1961);
- «Вечори на хуторі біля Диканьки» (1961);
- «Коли розводять мости» (1962);
- «Попіл і алмаз» (1963);
- «Ткач чудес» (1964);
- «Мехіко» (1964);
- «Лимонадний Джо» (1965);
- «Потрібна людина» (1966);
- «Товариш пісня» (1967);
- «Мова тварин» (1968);
- «Сьомий супутник» (1968);
- «Від снігу до снігу» (1969);
- «Перехідний вік» (1969);
- «Дума про Британку» (1969);
- «Біг інохідця» (1969);
- «Журавочка» (1970);

живопис
- «На Білому морі» (1963, картон, темпера);
- «Чекання» (1980, полотно, олія);
- «Дубок» (1990-ті, картон, олія).

Брав участь у республіканських та всесоюзних мистецьких виставках з 1963 року.